# Huracà Anita
L'huracà Anita va ser un poderós huracà atlàntic sorgit durant una tranquil·la temporada d'huracans a l'Atlàntic del 1977. Va ser el primer cicló tropical de la temporada i es desenvolupà a partir d'una ona tropical el 29 d'agost en el centre-nord del Golf de Mèxic. Avançà en direcció oest per una zona on les condicions eren favorables pel seu desenvolupament i, ràpidament, s'intensificà convertint-se en huracà durant la nit del 30 d'agost. Inicialment, es preveia que Anita colpejaria l'estat de Texas, però una zona d'altres pressions el va desviar i es va girar en direcció oest-sud-oest. L'huracà ràpidament es reforçà, registrant ràfegues de vent de fins a 280 km/h (175 mph) i el 2 de setembre, Anita recalà a l'est de Tamaulipas com a huracà de Categoria 5. Ràpidament es debilità en travessar Mèxic i, després d'un breu desenvolupament en forma de depressió tropical a l'est de l'oceà Pacífic, Anita es dissipà el 4 de setembre al sud de la península de Baixa Califòrnia.
L'huracà produí precipitacions suaus i plenamars al llarg de la Costa del Golf dels Estats Units. Es produí alguna inundació menor, però els danys van ser pocs. A Mèxic, l'huracà causà forts vents i precipitacions moderades. Els vents causaren danys generalitzats pels pobles del nord-est de Mèxic, deixant al voltant de 25.000 persones sense casa. Les pluges acumularen quantitats de més de 445 mm, provocant inundacions i riuades que mataren a deu persones a Tamaulipas. La magnitud dels danys es desconeix.